# Charles Lindbergh
Charles Augustus Lindbergh (Detroit, 4 februari 1902 – Kipahulu, (Maui, Hawaï), 26 augustus 1974), bijgenaamd The Lone Eagle, was Amerikaans luchtvaartpionier, schrijver en uitvinder.

## Levensloop
Charles Lindbergh groeide op in Little Falls in Minnesota. Hij was de zoon van Charles August Lindbergh en Evangeline Lodge Land. In de jaren twintig was hij in de burgerluchtvaart als luchtpostpiloot werkzaam. Wereldberoemd werd hij door op 20 en 21 mei 1927 non-stop over de Atlantische Oceaan van New York naar Parijs te vliegen in zijn vliegtuig met de naam Spirit of St. Louis. Hij won daarmee de Orteig-prijs van 25.000 dollar.

### Eerbetoon
Op 13 augustus 1927 werd Lindbergh door het stadsbestuur van Chicago voor zijn prestatie gehuldigd met een feest waarbij meer dan duizend gasten aanwezig waren. Het stadsbestuur deed hem een ontwerp voor een baken cadeau dat in 1930 boven op het toenmalige Palmolive-gebouw zou worden gerealiseerd als oriëntatiepunt voor vliegtuigen.

### Inspectie van de Luftwaffe
Lindbergh verhuisde voor enige tijd naar Groot-Brittannië tijdens de opkomst van het nationaalsocialisme. Van daaruit reisde hij op verzoek van de Verenigde Staten in 1937 en in 1940 verschillende malen naar nazi-Duitsland. Hij werd daar ontvangen door Hermann Göring, die hem rondleidde langs militaire vliegvelden en fabrieken. Hij vloog daar in de Junkers Ju 88 en de Messerschmitt Bf 109 en was zeer onder de indruk. Hij waarschuwde later de  Verenigde Staten voor de gevaren van de nazi-luchtmacht, wat  juist de bedoeling was van de nazi's.
Door Hermann Göring werd hem ook de Orde van Verdienste van de Duitse Adelaar aangeboden. Dat werd hem later erg kwalijk genomen, maar Lindbergh weigerde de onderscheiding terug te geven. Hij meende dat het teruggeven van onderscheidingen, die in vredestijd als gebaar van vriendschap zijn uitgereikt, geen constructief effect zou hebben.

### Tweede Wereldoorlog
Lindbergh streefde naar neutraliteit van de Verenigde Staten in de eerste jaren van de Tweede Wereldoorlog. Maar toen de V.S. bij de oorlog werd betrokken door de Japanse verrassingsaanval op Pearl Harbor op 7 december 1941 meldde hij zich voor de US Air Force. President Roosevelt vond hem echter een landverrader en meeloper van het Nazi-regime.
Om toch een militaire rol te kunnen vervullen bood Lindbergh zijn diensten aan als consultant bij een aantal vliegtuigbouwers. Als technisch adviseur was hij in 1942 bij 
Ford betrokken bij de productie van de B-24 Liberator in Willow Run. In 1943 was hij werkzaam bij United Aircraft bij de Chance-Vought Division en bezocht het slagveld op de Stille Oceaan om het functioneren van gevechtsvliegtuigen te bestuderen.
Op 21 mei 1944 vloog Lindbergh in de buurt van het door de Japanners bezette Rabaul met een VMF-222 een eerste gevechtsmissie en nam in de Stille Oceaan deel aan aanvallen op Japanse posities. In totaal vloog hij ongeveer vijftig gevechtsmissies als burger. Op 28 juli 1944, tijdens een P-38-escortmissie met de 433 Fighter Squadron in het gebied rond Ceram schoot hij een Japans Sonia-observatievliegtuig neer. De piloot daarvan was kapitein Saburo Shimada, commandant van de 73ste Independent Chutai.

### Na de oorlog
Lindberghs faam zorgde er tot aan zijn dood voor dat hij een belangrijke stem kreeg als vertegenwoordiger van de luchtvaart. Hij was lid van verschillende nationale en internationale comités, zoals het National Advisory Committee for Aeronautics.  Hij won in 1956 een Pulitzer-prijs voor zijn boek The Spirit of St. Louis over zijn historische vlucht.

## Uitvinder
Voor uurwerkfabrikant Longines ontwierp Lindbergh een polshorloge speciaal voor piloten. 

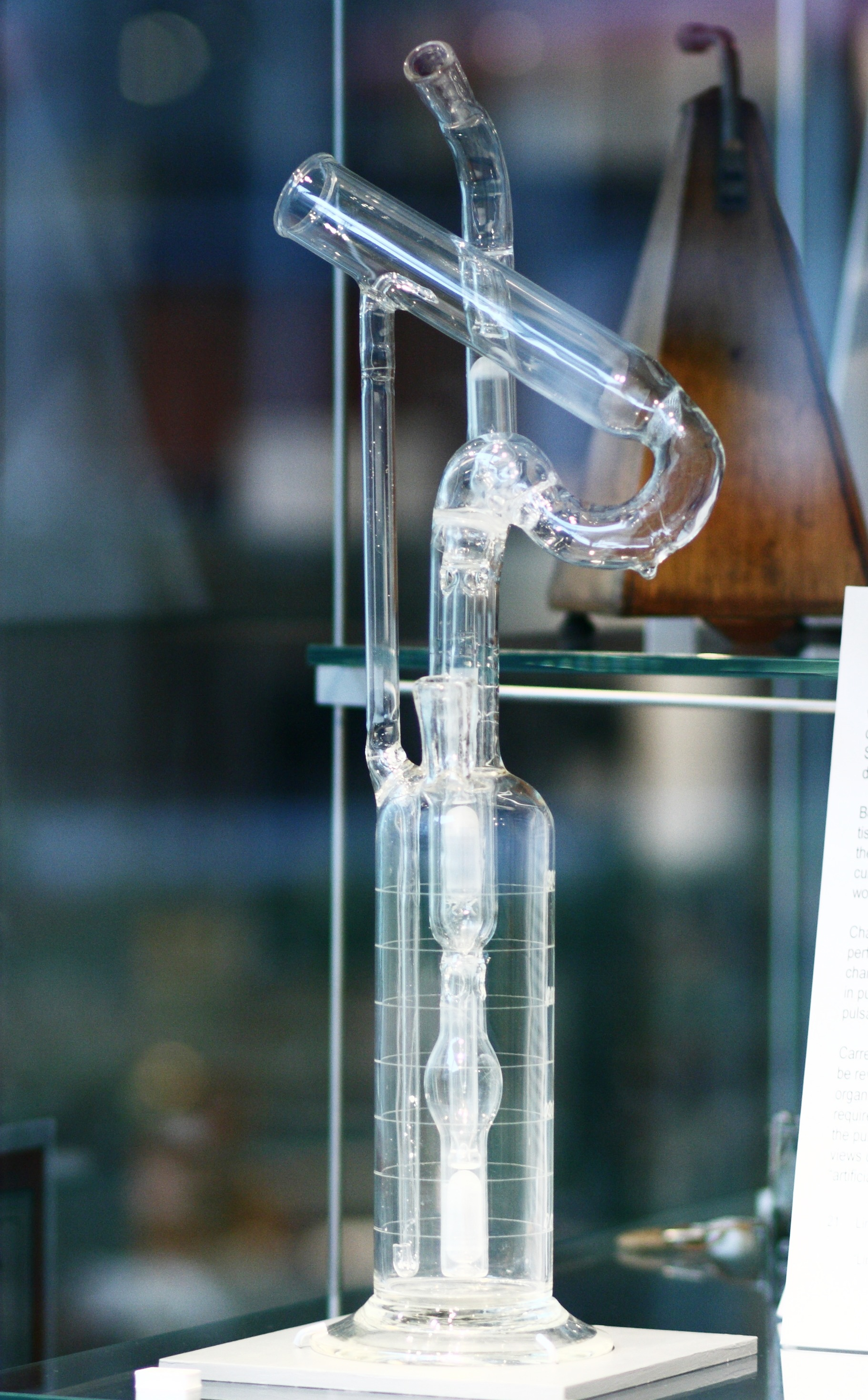
Perfusiepomp van Lindbergh, omstreeks 1935

Als gevolg van het overlijden van zijn schoonzuster aan een ernstige hartkwaal, ontwikkelde Lindbergh een glazen perfusiepomp waarmee hartoperaties  mogelijk werden gemaakt. In 1938 publiceerde hij samen met de Franse arts en Nobelprijswinnaar Alexis Carrel het boek The Culture of Organs dat handelde over kunstorganen. Daarin werd onder andere het kunsthart en de voorloper van de hart-longmachine beschreven.
In 1929 was Lindbergh ook geïnteresseerd geraakt in de techniek van raketten ontwikkeld door Robert Goddard. Lindbergh bemiddelde in een schenking van Daniel Guggenheim aan Goddard en bleef zijn hele leven bij diens werkzaamheden betrokken.
Lindbergh wordt erkend voor zijn ontdekking en vastlegging van polaire vliegroutes, zoals ook de vliegtechniek op grote hoogte, de verkorting van de vliegtijd en de vermindering van het brandstofverbruik. Zijn vernieuwingen legden de basis voor het intercontinentale luchtverkeer.

## Privéleven
Hij trouwde Anne Morrow en kreeg zes kinderen. 

### Ontvoering van Charles jr.

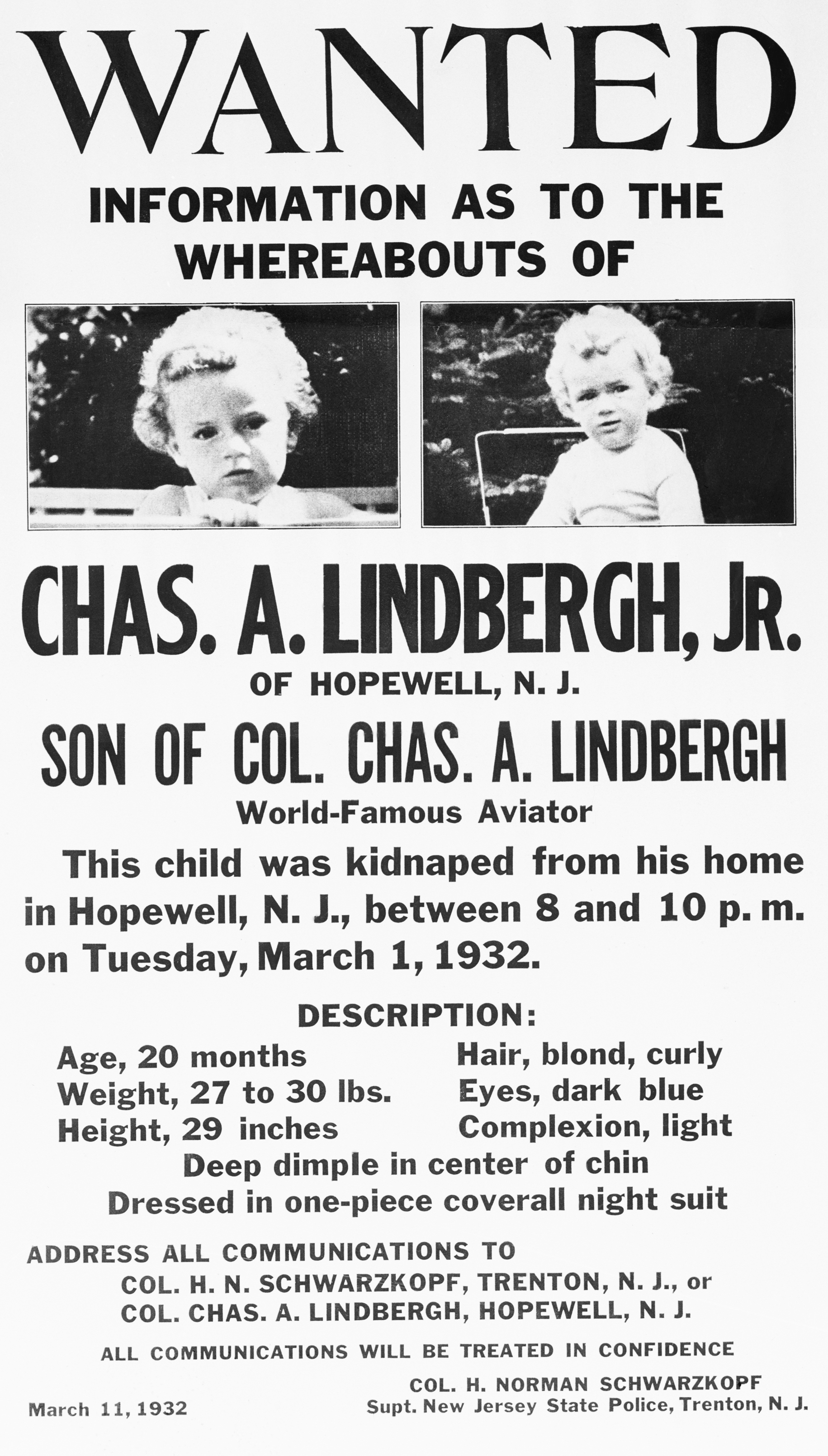
Poster na de ontvoering van Charles jr.

De eerste zoon, Charles jr., werd in 1932 ontvoerd en vermoord toen hij twee jaar oud was. Het kind werd vlak bij het huis teruggevonden. De verdachte, Bruno Hauptmann, een timmerman en Duitse immigrant, werd gearresteerd, berecht en geëxecuteerd, ofschoon hij een geldig alibi had en tot zijn dood heeft beweerd onschuldig te zijn. 
Opmerkelijk aan deze zaak is dat Lindbergh kort voor de ontvoering naar een totaal afgezonderde plek verhuisde. Hij orkestreerde het politieonderzoek tot in detail en verbood zowel pers als politie met het huispersoneel te spreken. 
Lindbergh was een aanhanger van het nazigedachtegoed en een fervent aanhanger van de eugenetica. Zijn ontvoerde kind was verstandelijk gehandicapt. Er zijn dan ook sterke geruchten dat Lindbergh zelf de dader zou zijn geweest en de ontvoering zou hebben geënsceneerd.
Na zijn eerste zoon Charles jr. kreeg Lindbergh nog vijf kinderen met zijn vrouw Anne Morrow; de dochters Reeve en Anne, en de zonen Land, Jon en Scott.

### Dubbelleven
Na de Tweede Wereldoorlog woonde hij in Connecticut en de laatste jaren van zijn leven bracht hij door op Hawaï. Charles Lindbergh overleed op 72-jarige leeftijd aan kanker. Zijn vrouw Anne Morrow Lindbergh overleed op 7 februari 2001 op 94-jarige leeftijd in Vermont.
In 2003, twee jaar na het overlijden van zijn echtgenote, kwam aan het licht dat Charles Lindbergh een dubbelleven leidde en in Europa drie geheime gezinnen had gesticht. In zijn boek The Double Life of Charles A. Lindbergh onthulde auteur Rudolf Schroeck aan de hand van foto's en meer dan 150 liefdesbrieven (door Lindbergh enkel ondertekend met het initiaal 'C') dat Lindbergh nog zeven buitenechtelijke kinderen had. Dit werd later bevestigd door DNA-onderzoek. Zo bleek hij twee kinderen te hebben van een zekere Valeska, zijn privésecretaresse van adellijke Pruisische afkomst, en vijf kinderen bij de Duitse zusjes Brigitte en Mariette Hesshaimer, die bevriend waren met Valeska. De kinderen kregen van hun moeder te horen dat Careu Kent, een fictieve Amerikaanse schrijver, hun biologische vader was.

## In fictie
- De solovlucht over de Atlantische Oceaan werd in 1957 verfilmd door Billy Wilder. In de film The Spirit of St. Louis wordt de rol van Lindbergh vertolkt door James Stewart.
- De weigering van president F.D. Roosevelt om Lindbergh op te nemen in de luchtmacht is het onderwerp van de roman The Plot Against America (2004) (Nederlandse vertaling Het complot tegen Amerika, 2004) van de bekroonde Amerikaanse auteur Philip Roth over wat had kunnen gebeuren. Het verhaal speelt zich af tijdens het (fictieve) presidentschap van Lindbergh. Dit boek inspireerde tot het maken van een televisieserie.[6]
- In de roman Lone Eagle van Danielle Steel wordt Charles Lindbergh regelmatig genoemd. De hoofdpersoon zou een relatie hebben met de beste vriend van Lindbergh.

## Trivia
- Lindbergh was niet de eerste die over de oceaan vloog. Hij was wel de eerste die het alleen deed. Acht jaar eerder hadden John Alcock en Arthur Whitten Brown al samen de vlucht gemaakt, en er was ook al een luchtschip met tientallen passagiers heen en weer gevlogen. In totaal 81 personen waren al over de oceaan gevlogen vóór Lindbergh.
- Charles 'Lindy' Lindbergh is met zijn solovlucht naamgever geworden van de lindyhop, een populaire dans uit die tijd. Na zijn aankomst kopten de kranten Lucky Lindy hops Atlantic, wat de inspiratie voor de naam van de dans zou hebben geleverd.